# 不動智神妙録
不動智神妙録（ふどうちしんみょうろく）は、江戸時代初期の禅僧・沢庵宗彭が執筆した「剣法（兵法）と禅法の一致（剣禅一致）」についての書物である。執筆時期は諸説あるが、内容から見て寛永年間（1624年から1645年）であろうと推測される。別称を『不動智』、『剣術法語』、『神妙録』とも呼ばれ、原本は存在せず、宗矩に与えられた書も、手紙か本か詳しい形式は判明していない。

## 概要
徳川将軍家兵法指南役・柳生宗矩に与えられ、『五輪書』、『兵法家伝書』等と並び、後の武道に多大な影響を与えた書物である。また、沢庵の同種の著作として『太阿記』もある。
心が一つの物事に捉われれば（意識し過ぎれば）、体が不自由となり、迷えば、わずかながらでも心身が止まる。これらの状態を禅の立場から良しとせず、達人の域に達した武人の精神状態・心法を、「無意識行動」かつ心が常に流動し、「迷わず、捉われず、止まらず」であることを説き、不動智を「答えより迷わず＝結果より行動」に重きを置く禅問答で説明（当書の「石火之機」）したもので、実質的には心法を説いた兵法書であり、実技である新陰流と表裏一体で学ぶもの（当書「理の修行、事の修行」）としている。
日本国外では、オイゲン・ヘリゲル著の『弓と禅』において、一部、紹介されており、西洋諸国の身体運用法とは異なり、意識して動いている内は達人の域ではないとした（意識からの解脱論法の）考えが日本では古くからあり、『不動智神妙録』を例に挙げ、研究対象として貴重である旨の記述がなされている（紹介文では、沢庵は、意識して動く者をどうすれば救えるかといったことを述べている）。ただし、日本兵法書において、「意識して動いている内は武人として未熟である」とした考え方自体は、禅の思想の流入以前からあり、『闘戦経』内の「知りて知を有（たも）たず、虜（おもんばか）って虜を有たず。ひそかに識りて骨と化し、骨と化して識る」（知っただけでは忘れてしまうものであり、真に覚えるとは、ひそかに識って骨と化し、骨と化して識るものである）と記述しており、体に覚え込ませる（無意識に働かせる）思想がそれ以前からあることがわかる。

## 内容

### 無明住地煩悩
「無明」とは「迷い」を指し、「住地」とは仏教の修行段階の五十二位の一つで、「住」には「止まる」の意も含む。心が迷って止まる状態はよくないと説明する。
相手が太刀を振るう時に、かかって来ると思った瞬間から自分の心は相手の動きに奪われていると説き、無心で懐に飛び込めば、相手の刀も奪って逆に斬ることも可能であると「無刀」の心構えについて説いている。自由に動くためには「誰がどう打って来る」とか「敵の心を読めば（こちらの心を見透かされる）」など意識的に動いてはいけないことを諭す。相手の刀の動きも、タイミングも、自分の刀の動きも、心を奪われる対象であり、不自由になるだけであるとして、禅の立場から思考対思考の対決を否定した記述がなされている。

### 諸仏不動智
不動とあるが、全く動かないという意ではなく、心は自由に動かし、一つの物、一つの事に少しも心を捉われていないのが、不動智であると説く。不動智を最も体現した不動明王の如く動ければ最良であるとする。
例として、10人が1人ずつ斬りかかって来た時、一太刀を受け流したとして、そのことに心が留まっていれば、即次に対応はできず、10人に対して応じるには、10度心を動かす他ないとする。千手観音にしても千本ある手の内、弓を持った一つの手に心が捉われれば、残った999の手は全て役に立たないと説明し、一つに心が捉われていないからこそ、千本全ての手が役に立つとする。木の葉の例をとって、一枚の落ち葉（動くもの）を注視するのではなく、全体を無心で観ることによって、多くの葉を観ることが可能となる話や初めて刀を持った者は（構えなどに対して）心を捉われていないなど、たとえ話を含む。

### 理の修行、事（わざ）の修行
仏教における「理」は、つきつめれば無心となり、捉われない（境地）の意で、「事（わざ）」は、新陰流の五つの構えの他、様々な技術であると記す。理合を解するだけでなく、自由に動かす技術がなければならないとする。

### 間不容髪
常に流れ動く心の状態がよいと説き、隙がない状態・物事を説明した記述。

### 石火之機
心が物事に捉われていなければ、素早く動けるが、素早いことが重要なのではないと説く。素早く動かなければ、という思いも、また心が捉われている証しであり、心が止まっている状態であるとする。
名を呼ばれて、反射的に「お?」と応じるのが、「不動智」の状態であり、思いをめぐらした末に「ご用は」と応えるのが、「迷い」＝心が止まっている状態であると説明している。

### 心の置所
この問題に対する答えとして、沢庵は、どこにも置かないことが仏法の境地であるとし、必要に応じるためには一ヶ所に定めるなとする。孟子の「放心を求めよ」も間違いではないが、仏法の境地の前では、まだ低い段階（俗的境地）であると認知している。

### 本心妄心
「本心」とは、一ヶ所に心が留まらず、広がった状態を指し、「妄心」とは、一ヶ所に心が留まり、固まっている（止まっている）状態であると説明する。水と氷で例えており、溶かした水だからこそ、幅広く役立つと説く。

### 有心の心、無心の心
前者は「妄心」と同意で、後者は「本心」と同意であると説明している。

### 水上打₂胡藘子₁捺着即転
水面に浮かんだひょうたんを捺（な）着＝手で押したところで横に横にと転がり逃げ、さらに押したところで逃げられ、一ヶ所に止まらない事象を引用して、高い境地に達した人は、このひょうたんの如く、止まるところはないと説く。

### 応無所住而生其心
「応（まさ）に住する所無くしてその心を生ず」と読むとしている。心を止めないまま、やろうと思わなければならないことを説く。

### 求₂放心₁
孟子の「放心を求めよ」の言葉（俗的境地）からさらに高い仏法的境地に至るためにはと考察する。

### 急水上打毬子、念々不停留
「急流に投げた毬は少しも止まらない」という言葉から一つの所に止まらないことを示す。

### 前後際断
以前と今を切り離し、心を止めぬことを示す。

### 敬の一字
この言葉は心法を表したものであるとし、自心を治めることを説く。

## 影響
『不動智神妙録』の思想は、他書にも影響が見られ、『願立剣術物語』第四十段目の「迷いたる目を頼み、敵の打つを見て、それに合わんとはかるは、雲に印の如くなり」は当書の「無明住地煩悩」で説かれている事と同じであり、他にも「ものに取り付き、止まるところに閉じられ、氷となり、水の自由なる理を知らず」も当書の「本心妄心」で説かれている事と同じである。
また18世紀成立の談義本『天狗芸術論』（不動智が禅主体に対し、儒教主体の剣術書で同様に精神面を説く）巻之一で2人目の天狗が、意識し過ぎる（意図ある）ことの害や未熟者には迷いがないとした説明で、「無明住地煩悩」や「諸仏不動智」に説かれていることと同じ語りがある。
剣術流派以外にも柔術で引用が見られ、『天神真楊流柔術極意教授図解』（吉田千春･磯又右衛門、八幡書店、初版明治26年）の目録第七「真の位の説」に、水中の瓢を押しても脱する旨の記述があり、不動智の「水上打 胡藘子 捺着即転」の引用である。